# 행복리적고사
《행복리적고사》(幸福里的故事)는 2020년 방송되었던 중국의 드라마이다.

## 소개
- 1978년, 대학시험 발표에 의해 다른 인생을 살게 된 베이징시 행복리 골목에 거주하던 젊은 친구들의 10년 간의 성장을 그린 드라마

## 등장 인물
- 리천 - 이장 역
- 왕샤오천 - 천와얼 역
- 쑤칭 - 후메이화 역
- 처샤오 (車曉) - 후메이중 역
- 정로 (郑璐) - 우시카이 역
- 유리리 (刘莉莉) - 진다마 역
- 장다리 (张大礼) - 저우다예 역
- 양레이 (杨蕾) - 저우다미 역